# Groenwangamazone
De groenwangamazone (Amazona viridigenalis) is een amazonepapegaai uit de familie Psittacidae (papegaaien van Afrika en de Nieuwe Wereld).

## Verspreiding en leefgebied
Deze soort is endemisch in het noordoosten van Mexico.

## Status
De grootte van de populatie is in 1994 geschat op 2000-4300 volwassen vogels. Aangenomen wordt dat dit aantal sterk is gedaald door habitatverlies en vangst voor de kooivogelhandel. Op de Rode lijst van de IUCN heeft deze soort daarom de status bedreigd.